# Jacques Carel de Sainte-Garde
Pour les articles homonymes, voir Carel.
Jacques Carel de Sainte-Garde, poète français du XVIIe siècle, né à Rouen, en 1620, mort en 1684.
Il était aumônier et conseiller du roi. Il publia en 1666 un poème épique intitulé : les Sarrasins chassés de France, dont le héros était Childebrand. C'est de lui que Boileau a dit : « Le plaisant projet d'un poëte ignorant, Qui de tant de héros va choisir Childebrand! ».
Il a publié une relation de son voyage en Espagne en 1670 sous le titre de Mémoires curieux envoyez de Madrid (Paris, F. Léonard, 1670) contrefait la même année sous le titre Le Mercure Espagnol apportant quelques mémoires et nouvelles curieuses de Madrid (Paris, suivant la copie imprimée, 1670). Ces deux ouvrages sont sous-titrés ainsi :  Sur les Festes ou Combats de Taureaux. Sur le serment de fidélité qu’on preste solemnellement aux successeurs de la Couronnes d’Espagne. Sur le Mariage des Infantes. Sur les Proverbes, les Mœurs, les Maximes et le Génie de la Nation Espagnolle. L'ouvrage constitue un des premiers témoignages sur la tauromachie.